# Cerro Hidalgo
Cerro Hidalgo är en ort i Mexiko.   Den ligger i kommunen San Martín Peras och delstaten Oaxaca, i den sydöstra delen av landet, 250 km söder om huvudstaden Mexico City. Cerro Hidalgo ligger 2 550 meter över havet och antalet invånare är 212.
Terrängen runt Cerro Hidalgo är kuperad norrut, men söderut är den bergig. Runt Cerro Hidalgo är det ganska tätbefolkat, med 62 invånare per kvadratkilometer. Närmaste större samhälle är Santiago Petlacala, 2,9 km nordost om Cerro Hidalgo. I omgivningarna runt Cerro Hidalgo växer huvudsakligen savannskog.